# Tracy Ifeachor
Chinwe Tracy Ifeachor (* 13. Februar 1985 in Plymouth, England) ist eine britische Schauspielerin.

## Leben und Karriere
Tracy Ifeachor wurde 1985 in Plymouth als Tochter von Eltern nigerianischer Abstammung geboren. Sie ist streng gläubige Christin und hat eine jüngere Schwester. In ihrer Jugend besuchte sie in ihrer Geburtsstadt das Eggbuckland Community College und sammelte erste Erfahrungen als Theaterschauspielerin mit der Theatre Royal Plymouth’s Young Company. Nachdem sie im Alter von 15 Jahren zum Senior Verse Speaking Champion of the South-West gekürt wurde, wollte sie mit 16 Jahren eine Schauspielschule besuchen, wurde allerdings von ihrem Vater, einem Professor für Elektrotechnik, überzeugt, zuerst die reguläre Schule zu beenden. Nach ihrem High School Diploma nahm sie sich ein Jahr Auszeit, um an Schauspielschulen vorzusprechen. Dabei besuchte sie zunächst die Raleigh School of Speech and Drama in Plymouth und erhielt schließlich ein Stipendium für die Webber Douglas Academy of Dramatic Art in London, die sie mit Auszeichnung abschloss.
Im Anschluss arbeitete Ifeachor in der Royal Shakespeare Company, mit der sie als Minerva in Noughts & Crosses ihr Bühnendebüt gab. Später war sie im Curve Theatre in Leicester in Shakespeares Wie es euch gefällt zu sehen und erhielt für ihre Darbietung eine Nominierung für den Ian Charleson Award. Zu dieser Zeit erhielt sie die Zusage für eine Rolle in der britischen Fernsehserie Doctor Who, in der sie in der Doppelfolge Das Ende der Zeit zu sehen war. Bereits zuvor gab sie in der Serie Casualty ihr Fernsehdebüt. Im Jahr 2010 war sie Teil des Ensembles des Stückes A Raisin in the Sun, das in Manchester aufgeführt wurde. Außerdem war sie in Welcome to Thebes von Regisseur Richard Eyre am Royal National Theatre zu sehen. Infolgedessen wandte sich Ifeachor mehr dem Fernsehen zu und trat in Gast- oder Nebenrollen in den Serien Strike Back, The Cop – Crime Scene Paris, Hawaii Five-0, The Originals, Quantico und Legends of Tomorrow auf. Ihre erste Hauptrolle erhielt sie 2014 in der Abenteuerserie Crossbones; ein zweites Mal war sie 2019 in der Actionserie Treadstone Teil der Hauptbesetzung.
Ifeachor wechselt zwischen ihren Wohnsitzen in New York City, wo sie als Freiwillige in einer Suppenküche tätig ist, und England, wo ihre Familie lebt. Zudem engagiert sie sich in der Hilfsorganisation Geanco in Ghana, die Bildung für Mädchen zugänglich machen möchte.

## Filmografie (Auswahl)
- 2009: Casualty (Fernsehserie, Folge 23x21)
- 2009–2010: Doctor Who (Fernsehserie, Doppelfolge Das Ende der Zeit)
- 2011: Freiwild – Zum Abschuss freigegeben (Blooded)
- 2012: Strike Back (Fernsehserie, zwei Folgen)
- 2013: The Cop – Crime Scene Paris (Jo, Fernsehserie, Folge 1x04)
- 2014: Crossbones (Fernsehserie, 9 Folgen)
- 2014: Hawaii Five-0 (Fernsehserie, Folge 5x07)
- 2015–2016: The Originals (Fernsehserie, 9 Folgen)
- 2016: Take Down – Die Todesinsel (Take Down)
- 2016: Star Wars: The Old Republic – Knights of the Eternal Throne (Videospiel, Stimme)
- 2016–2017: Quantico (Fernsehserie, 11 Folgen)
- 2017–2018: Legends of Tomorrow (DC’s Legends of Tomorrow, Fernsehserie, 7 Folgen)
- 2019: Treadstone (Fernsehserie, 8 Folgen)
- 2022: Treason (Fernsehserie, 5 Folgen)
- 2023: Wonka
- 2024: Götterdämmerung (Twilight of the Gods, Fernsehserie, 2 Folgen, Stimme)
- 2025: The Pitt (Fernsehserie)